# Capricorn Records
Pour les articles homonymes, voir Capricorn.
Capricorn Records est un label indépendant américain de rock sudiste, actif de 1969 à une date inconnue. Il est fondé en 1969 par Phil Walden, Alan Walden et Frank Fenter (en) à Macon, en Géorgie.

## Histoire
Capricorn était le label d'enregistrement de groupes et chanteurs tels que The Allman Brothers Band, The Marshall Tucker Band, Elvin Bishop, Wet Willie, Jonathan Edwards (en), Captain Beyond, White Witch, Grinderswitch, Cowboy, Hydra, Kitty Wells, Dobie Gray, Alex Taylor, Deathray, Travis Wammack, Lynyrd Skynyrd, Cake et Stillwater.
Capricord était distribué par WEA/Warner Music Group (tout d'abord Atlantic Records, puis Warner Bros. Records), Elektra Records, et plus tard par PolyGram. Capricorn a fait faillite en octobre 1979. Gregg Atwill était ingénieur chez Capricorn durant les années 1970.